# Dentatherina merceri
Dentatherina merceri es una especie de pez actinopterigio marino, la única del género Dentatherina que a su vez es el único de la familia Dentatherinidae.

## Morfología
Cuerpo alargado plateado con unos 5 cm de longitud máxima. Tiene 6 a 9 espinas en la aleta dorsal y una en la aleta anal; premaxilar con un colmillo dirigido ventralmente; pedúnculo caudal muy delgado característico.

## Distribución y hábitat
Se distribuye por el oeste del océano Pacífico central, desde Filipinas al norte hasta el noreste de Australia al sur, así como por muchas islas de Oceanía occidental.
Es un pez de agua marina tropical, de comportamiento nerítico pelágico, no migrador. Encontrado cerca de la costa alrededor de islas y sobre los arrecifes de coral.